# Luis Landriscina
nacido en esta región,

soy tan hijo de esta tierra

que me siento emparentado

al quebracho colorado

y al capullo de algodón.»
nato in questa regione

sono tanto figlio di questa terra

che mi sento imparentato

al quebracho colorato

e al bocciolo del cotone(...)"»
(Casi gringo, estratto da De todo como en galpón (1994))
Luis Landriscina, pseudonimo di Luigi Landriscina (Colonia Baranda, 19 dicembre 1935), è un attore e scrittore argentino.
Caratterizzato da uno stile elegante ed un umorismo che richiama gli usi e costumi di Argentina e Uruguay ha lavorato in televisione, in radio, al cinema e in teatro.

## Biografia
Figlio di Luigi Landriscina, di professione muratore, e di Filomena Curci, ambedue di origini pugliesi, era il settimo di otto fratelli. I genitori dopo essersi sposati emigrarono in Argentina, prima il padre in quanto la madre era incinta per la seconda volta. Riunita la famiglia a Buenos Aires, nel quartiere di Lanus, si trasferirono successivamente nella Provincia del Chaco. La madre morì quando nacque l'ultimo figlio e Luis Landriscina aveva appena 22 mesi di vita. Cresciuto dai padrini Margarita Martinez e Santiago Rodriguez già durante il periodo scolastico, nelle città di Villa Angela e di Resistencia, si mise in mostra come abile attore ed interprete di storie e leggende popolari.
Nel 1963 si sposa con Guadalupe Mancebo e lo stesso anno nasce il primo figlio Gerardo, ma la svolta professionale avviene l'anno seguente quando partecipa con la delegazione della provincia del Chaco al Festival di Cosquín e viene premiato come attore ed interprete rivelazione. Da lì parte una lunghissima carriera con decine di apparizioni ed interpretazioni.
Nel 1967 si trasferisce prima a Buenos Aires e in seguito a Santa Ana, all'altra sponda del Río de la Plata, nei pressi di Colonia in Uruguay.
Il suo personaggio più conosciuto è quello di Don Veridico, creato nel 1962 dall'autore uruguaiano Julio Cesar Castro con il quale diede vita ad un sodalizio professionale lungo oltre 25 anni. Don Veridico è stato per decenni il più conosciuto rappresentante della cultura rurale argentina, caratterizzato da un umorismo tanto semplice quanto arguto.
Sua grande passione è stato l'automobilismo dove si è disimpegnato come pilota di Rally fino a disputare alcune tappe del Campionato mondiale. Negli ultimi anni ha partecipato a gare di automobilismo storico con una Fiat 1500.

## Filmografia

### Cinema
- Joven, viuda y estanciera, regia di Julio Saraceni (1970)
- La gran ruta, regia di Fernando Ayala (1971)
- ¿De quiénes son las mujeres?, regia di Catrano Catrani (1972)
- El casamiento de Laucha, regia di Enrique Dawi (1977)
- Millonarios a la fuerza, regia di Enrique Dawi (1979)
- Sapucay, mi pueblo, regia di Fernando Siro (1997)

### Televisione
- Historias de Nosedonde - serie TV, episodi 1x01-1x02-1x03 (1971)
- La estación de Landriscina - serie TV, 5 episodi (1992)
- Almacén de campo - serie TV, episodi 1x01-1x02-1x03 (2002)

## Discografia
- ???? - Mateando con Landriscina
- 1972 - Landriscina por Landriscina
- ???? - El humor de mi país
- 1973 - Contata Criolla (Opas 22 y Yo 23)
- 1974 - Landriscina actúa para usted
- 1974 - Regular, pero sincero
- 1974 - Contata Criolla - Concierto para sonreír (Segundo movimiento)
- 1975 - Del Chaco a América del Norte
- 1975 - Contata Criolla - Concierto con gente y todo (Tercer movimiento)
- 1976 - Contata Criolla - Concierto en Solo de Mate Amargo (Quinto movimiento)
- 1976 - Contata de dos orillas
- 1978 - Fiesta Argentina - Los Campeones
- 1978 - Contata para las Fiestas
- 1979 - De entrecasa
- 1981 - Mano a mano con el país
- 1982 - Mano a mano con el país Vol. 2
- 1982 - A reírse de lo lindo con Luis Landriscina
- 1983 - Mano a mano con el país Vol. 3
- 1984 - Mano a mano con el país Vol. 4
- 1985 - Mano a mano con el país Vol. 5
- 1986 - Landriscina en los festivales
- 1987 - Aquí me pongo a contar.
- 1987 - Lo que sobra no se tira
- 1989 - Poesías
- 1989 - Bodas de plata con el humor
- 1990 - Es mundial
- 1993 - El candidato para sonreír
- 1992 - Contador Público Nacional
- 1994 - 30 años de sonrisas
- 1995 - Venga, y le cuento
- 1996 - Campeón del humor
- 1997 - Luis Landriscina
- 1999 - Contando cuentos
- 1999 - Luis Landriscina Cuenta la Ley Federal de Educación
- 2000 - Muchos kilómetros de humor
- 2003 - El chiste no es cuento
- 2008 - Colour Collection

## Pubblicazioni
- "Con gusto a Chaco",
- "Mis versos",
- "De todo como en Galpón", Imaginador, 1994, ISBN 950-768-047-0
- "Aquí me pongo a contar I"
- "Aquí me pongo a contar II"

## Galleria d'immagini

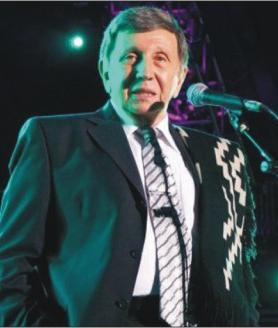
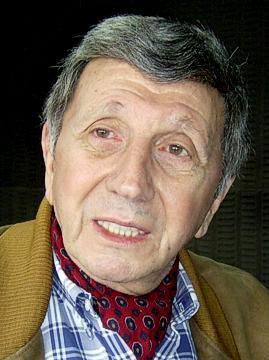
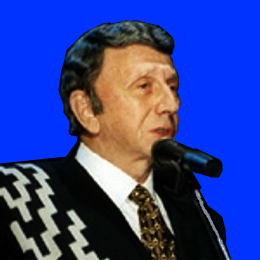
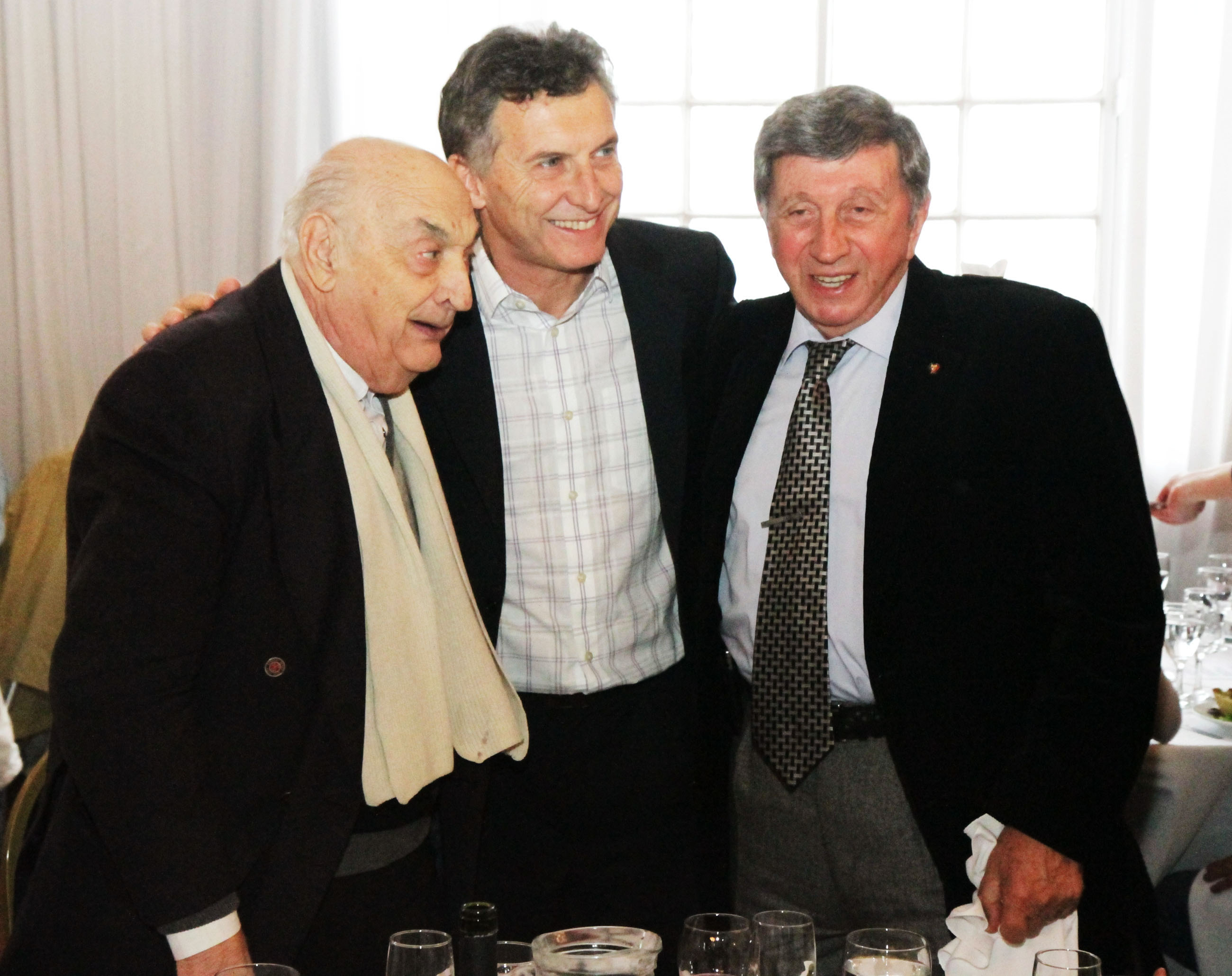
Con il Presidente Argentino Mauricio Macri